# Safflorite
La safflorite è un minerale appartenente al gruppo della löllingite.